# Liste der Naturdenkmäler in Margreid
Die Liste der Naturdenkmäler in Margreid (italienisch Margré sulla Strada del Vino) enthält die sieben als Naturdenkmal ausgewiesene Objekte auf dem Gebiet der Gemeinde Margreid in Südtirol.
Basis ist das im Internet einsehbare offizielle Verzeichnis der Naturdenkmäler in Südtirol (Stand: 23. Januar 2015). Dabei kann es sich um botanische, geologische oder hydrologische Naturdenkmäler handeln. Die Reihenfolge in dieser Liste orientiert sich an der ID, alternativ ist sie auch nach dem Namen sortierbar.

## Liste
| Foto |                 | Name                                             | Standort                                                     | Beschreibung                            |
| ---- | --------------- | ------------------------------------------------ | ------------------------------------------------------------ | --------------------------------------- |
| ja   | Datei hochladen | 2 Linden beim Widum in Unterfennberg ID: 047_G01 | 46° 16′ 20″ N, 11° 10′ 54″ O Margreid-Unterfennberg 18A      | Botanisches Naturdenkmal: Linde         |
| BW   | Datei hochladen | 1 Linde am Seehof ID: 047_G02                    | 46° 16′ 28″ N, 11° 11′ 19″ O Margreid-Unterfennberg 12       | Botanisches Naturdenkmal: Linde         |
| ja   | Datei hochladen | Regenstein längs der Weinstraße ID: 047_G03      | 46° 17′ 36″ N, 11° 12′ 40″ O zwischen Margreid und Kurtatsch | Hydrologisches Naturdenkmal: Kalktuff   |
| BW   | Datei hochladen | Wasserfall des Fennerbaches ID: 047_G04          | 46° 17′ 12″ N, 11° 12′ 20″ O                                 | Hydrologisches Naturdenkmal: Wasserfall |
| ja   | Datei hochladen | 1 Hausrebe ID: 047_G05                           | 46° 17′ 18″ N, 11° 12′ 36″ O                                 | Botanisches Naturdenkmal: Weinrebe      |
| ja   | Datei hochladen | 2 Linden beim Kellerhof ID: 047_G06              | 46° 16′ 13″ N, 11° 10′ 24″ O Margreid-Unterfennberg 24       | Botanisches Naturdenkmal: Linde         |
| ja   | Datei hochladen | 1 Linde beim Lindenhof ID: 047_G07               | 46° 16′ 12″ N, 11° 11′ 38″ O Margreid-Unterfennberg 5        | Botanisches Naturdenkmal: Linde         |

| Foto: | Fotografie des Naturdenkmals. Klicken des Fotos erzeugt eine vergrößerte Ansicht. Daneben finden sich zwei Symbole: |
| ID    | Identifikator bei der Abteilung Natur, Landschaft und Raumentwicklung der Südtiroler Landesverwaltung               |